# Urho Nissilä
Urho Nissilä (Kuopio, 4 april 1996) is een Fins profvoetballer die bij voorkeur als aanvallende middenvelder speelt. 

## Clubcarrière
Na vier seizoenen voor KuPS Kuopio in de Veikkausliiga gespeeld te hebben, tekende hij in juli 2018 bij SV Zulte Waregem. Hij debuteerde Nissilä 10 november 2018 in de Jupiler Pro League. Hij speelde 57 minuten in de wedstrijd tegen Lokeren. Op 2 september 2019 stapte hij op huurbasis over naar MVV Maastricht. Op 20 februari 2020 werd de huurovereenkomst ontbonden en op 25 februari werd Nissilä tot eind 2020 uitgeleend aan zijn oude club KuPS.